# Croton jacmelianus
Espèce
Classification APG III (2009)
Croton jacmelianus est une espèce de plantes à fleurs du genre Croton et de la famille des Euphorbiaceae présente à Hispaniola.